# Overnight America
Overnight America ist eine US-amerikanische Radio-Talkshow auf KMOX. Sie wird von zahlreichen Sendern in den USA in Syndication übertragen und gehört zum Portfolio von Westwood One.
In der Overnight America Show werden Themen von Popkultur bis zu Politik behandelt und sie steht in der Nachtschiene in Konkurrenz zum Verschwörungsprogramm Coast to Coast AM, die zeitgleich von vielen konservativen Stationen übertragen wird.
Die Sendung war lange mit ihrem Moderator Jon Grayson verknüpft. Grayson begann schon am Colleg Radio zu machen, moderierte auf WFLA-AM in Tampa (Florida), bei WWTN-FM in Nashville (Tennessee) und ab 2000 bei KMOX-AM in St. Louis.
Ryan Wrecker, ehemals bei WOWO-AM Fort Wayne übernahm 2017 von Jon Grayson die Nachtschicht von 22 bis 3 Uhr.
Die Sendung sollte nicht verwechselt werden mit Sports Overnight America, einer Sportsendung von Sirius XM Radio.